# Ranten
Ranten là một đô thị thuộc huyện Murau thuộc bang Steiermark, nước Áo. Đô thị Ranten có diện tích 38,79 km², dân số thời điểm cuối năm 2005 là 1089 người.